# Карбонеро-ель-Майор
Карбонеро-ель-Майор (ісп. Carbonero el Mayor) — муніципалітет в Іспанії, у складі автономної спільноти Кастилія-і-Леон, у провінції Сеговія. Населення — 2586 осіб (2010).
Муніципалітет розташований на відстані близько 90 км на північний захід від Мадрида, 22 км на північний захід від Сеговії.

## Демографія
Динаміка населення (INE ):

## Галерея зображень

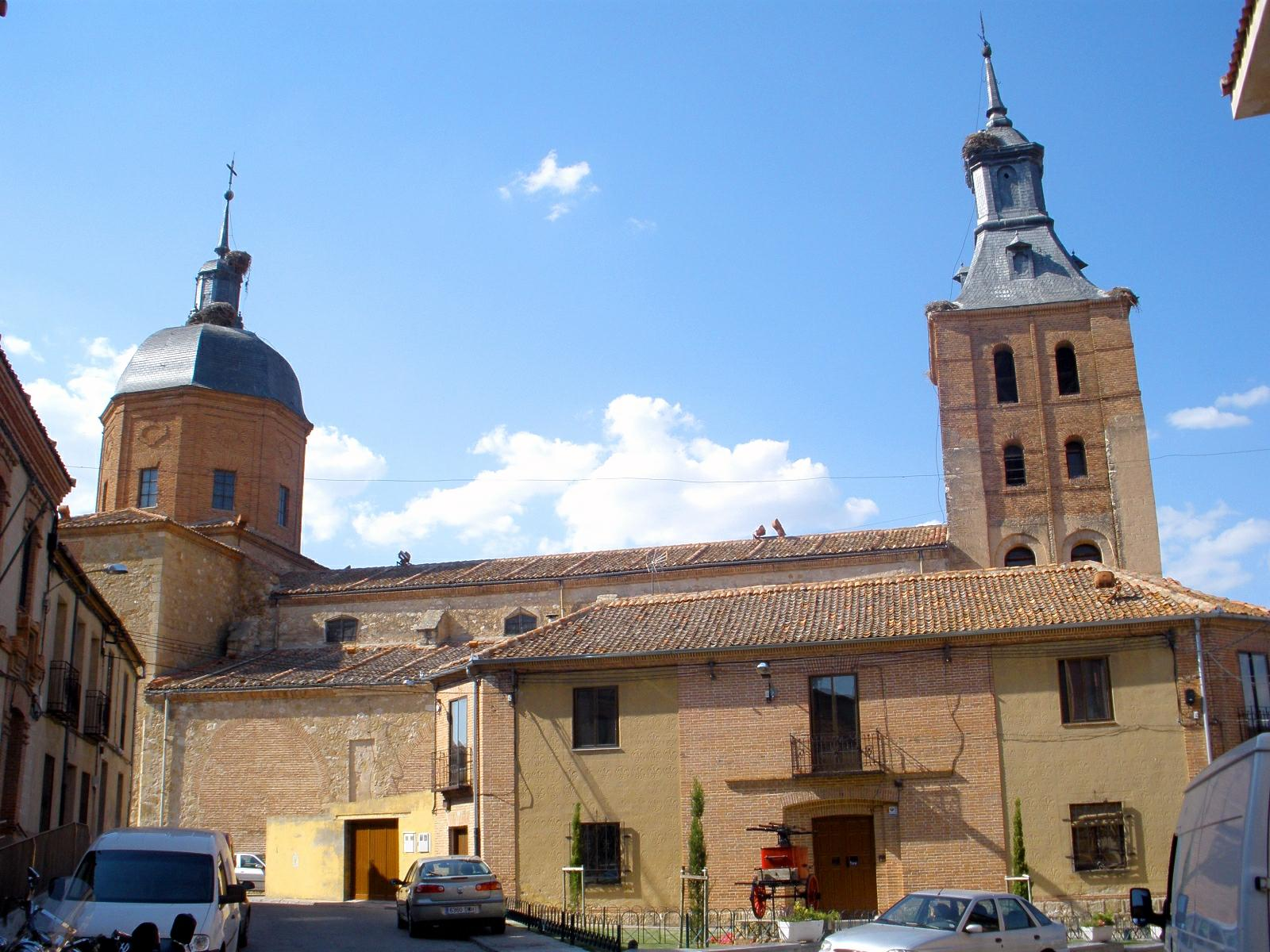
Парафіяльна церква Сан-Хуан-Баутіста